# 26.ª Flotilla Aérea
La 26.ª Flotilla Aérea (第二六航空戦隊, Dai Nijūroku Kōkū Sentai) fue una unidad de aviación de combate del Servicio Aéreo de la Armada Imperial Japonesa durante la campaña del Pacífico de la Segunda Guerra Mundial.

## Historia
La 26.ª Flotilla Aérea se estableció el 1 de abril de 1942 como parte de la 11.ª Flota Aérea, y originalmente estaba compuesta por el Grupo Aéreo Naval de Misawa y el Grupo Aéreo Naval de Kisarazu, ambos operando bombarderos medios Mitsubishi G4M. Bajo el mando del contraalmirante Seigo Yamagata, la unidad se desplegó en Rabaul, en Nueva Bretaña, en agosto de 1942 para reforzar el poder aéreo japonés en el área y realizar operaciones en las campañas de Nueva Guinea y las Islas Salomón. Si bien era principalmente una unidad de bombarderos medios, eventualmente absorbió unidades de cazas (el 6.º Grupo Aéreo y el Grupo Aéreo del Hiyō) y unidades de bombarderos en picado (el 31.º Grupo Aéreo y el 582.º Grupo Aéreo). El nombre operativo de esta unidad  híbrida fue 6.ª Fuerza de Ataque Aéreo. Debido a la vulnerabilidad de los bombarderos medios G4M, la unidad sufrió grandes pérdidas en el combate aéreo sobre Guadalcanal.

## Organización
| Fecha                         | Perteneciente a  | Unidades de aviación |
| ----------------------------- | ---------------- | --- |
| 1 de abril de 1942 (original) | 11.ª Flota Aérea | Grupo Aéreo Naval de Misawa, Grupo Aéreo Naval de Kisarazu                                                                                            |
| 12 de septiembre de 1942      | 11.ª Flota Aérea | Grupo Aéreo Naval de Misawa, Grupo Aéreo Naval de Kisarazu, 6.º Grupo Aéreo (destacamento), Grupo Aéreo Naval de Chitose (destacamento)               |
| 10 de octubre de 1942         | 11.ª Flota Aérea | Grupo Aéreo Naval de Misawa, Grupo Aéreo Naval de Kisarazu, 753.º Grupo Aéreo (destacamento), 6.º Grupo Aéreo, 31.º Grupo Aéreo                       |
| 11 November 1942              | 11.ª Flota Aérea | 705.º Grupo Aéreo, 707.º Grupo Aéreo, 204.º Grupo Aéreo, 582.º Grupo Aéreo, 703.º Grupo Aéreo, 956.º Grupo Aéreo, Grupo Aéreo del Hiyō (destacamento) |

## Comandantes
|   | Rango                         | Nombre            | Fecha                   | Notas                                             |
| - | ----------------------------- | ----------------- | ----------------------- | ------------------------------------------------- |
| 1 | Contraalmirante               | Seigo Yamagata    | 1 de abril de 1942      |                                                   |
| 2 | Contraalmirante               | Kanae Kosaka      | 25 de febrero de 1943   |                                                   |
| 3 | Contraalmirante/Vicealmirante | Munetaka Sakamaki | 1 de septiembre de 1943 | Vicealmirante el 1 de noviembre de 1943.          |
| 4 | Contraalmirante               | Masafumi Arima    | 9 de abril de 1944      | Vicealmirante (póstumo) el 15 de octubre de 1944. |
| x |                               | vacante           | 15 de octubre de 1944   |                                                   |
| 5 | Contraalmirante               | Ushie Sugimoto    | 27 de octubre de 1944   | Vicealmirante (póstumo) el 12 de junio de 1945.   |
| x |                               | vacante           | 12 de junio de 1945     |                                                   |
| x |                               | disuelta          | 15 de agosto de 1945    |                                                   |